# 뉴턴 미터

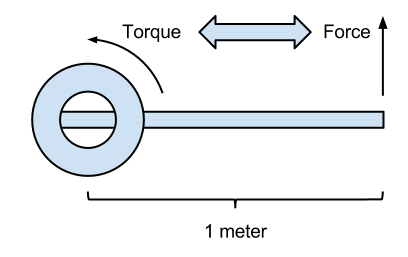

뉴턴 미터(newton meter)는 돌림힘의 크기를 나타내는 SI 단위로, 1 뉴턴 미터는 회전축에서 1 미터 떨어진 곳에서 수직 방향으로 1 뉴턴만큼의 힘을 가할 때의 양을 뜻한다. 표기할 때에는 N m, 또는 N·m으로 표기한다.
SI 기본 단위로 풀어서 쓰면 m x kg x s-2로, 이것은 에너지와 일의 양을 나타내는 줄과 같다. 하지만 에너지의 경우 힘과 움직이는 거리가 서로 같은 방향인 것과 달리, 돌림힘의 경우에는 서로 수직이다.